# Fundação Gama & Souza
Fundação Gama & Souza (acrônimo FGS) é uma instituição privada de superior localizada no município do Rio de Janeiro; capital do estado homônimo, no Brasil. Originalmente fundada em 1963 pela professora e pedagoga Inah Gama & Souza como o Jardim-Escola Menino Jesus no bairro de Olaria; em 1975 passou a licenciar o ensino fundamental sob o mesmo nome; e em 1982 o ensino médio e cursos profissionalizantes sob o nome Grupo Educacional Gama & Souza. Em 1998 recebeu o credenciamento do Ministério da Educação para atuar como faculdade. Desde então tornou-se pioneira no estado na graduação de Gestão Escolar, Gestão Hospitalar, Negócios Imobiliários e Segurança do Trabalho. Atualmente possui oito campi, Olaria, Bonsucesso I no centro do bairro ao lado do supermercados Guanabara e Bonsucesso II que localizam-se ao longo da avenida Brasil próximo ao Hospital Geral de Bonsucesso, na Zona Norte da cidade; e os campi Barra da Tijuca, Recreio dos Bandeirantes e Campo Grande, que visam o público da Zona Oeste. A Faculdade Gama e Souza esta com novos campi nos bairros de Jacarepaguá, Copacabana. Em 2019, recebeu o credenciamento do MEC, assim atuando como Centro Universitário Gama e Souza - UNIGAMA. 